# Arlindo Gomes Furtado
Arlindo Gomes Furtado (Figueira da Naus, Santa Catarina, 15 de novembro de 1949) é o primeiro cardeal católico cabo-verdiano, atual bispo de Santiago de Cabo Verde.

## Biografia
Quarto filho de Ernesto Robalo Gomes e de sua mulher Maria Furtado, foi batizado na freguesia de Santa Catarina, em agosto de 1951. Realizou os estudos primários em Achada Lem, Santa Catarina. Ele entrou para o Seminário Menor São José, em 1 de outubro de 1963, onde fez os seus estudos do ensino médio. Em 11 de setembro de 1971, ele partiu para Coimbra, Portugal, a fim de continuar os seus estudos no Seminário Maior daquela cidade. Após concluir os cursos de Teologia no Instituto de Estudos Teológicos, voltou a Cabo Verde, em 1976.
Foi ordenado diácono pelo bispo D. Paulino do Livramento Évora, C.S.Sp., bispo de Santiago de Cabo Verde, em 9 de maio de 1976, no Seminário de São José. Ele, como um diácono, trabalhou na paróquia de Nossa Senhora da Graça, em Praia; em agosto de 1986, estudou no Pontifício Instituto Bíblico, de Roma, onde obteve a licenciatura em Sagrada Escritura. Ele voltou a Cabo Verde em 1990.

## Vida eclesiástica
Ordenado padre em 18 de julho de 1976, na freguesia de Santa Catarina pelo bispo D. Paulino do Livramento Évora. Nomeado vigário paroquial de Nossa Senhora da Graça. De 1978 a 1986, foi reitor do Seminário Menor São José. Voltou a Roma, entre 1986 e 1990. Voltando a Cabo Verde em 1990, residiu em Seminário São José. Durante um ano, ele ajudou as áreas de Lém-Cachoro e Achada São Filipe. Naquele mesmo ano, ele ensinou inglês no Liceu Domingos Ramos. De 1991 a 1995, ele ensinou grego bíblico, hebraico, história e geografia dos povos bíblicos e foi titular da cadeira de Antigo Testamento no Instituto de Estudos Teológicos de Coimbra, Portugal. Durante a sua estada naquela diocese, ele era administrador paroquial de duas comunidades, Ameal e Vila Pouca (na altura, Freguesia do Ameal, na qual estava ainda inserida a Quinta das Cunhas). Colaborou na equipe de tradutores da "Nova Bíblia dos Capuchinhos", traduzindo os livros de Provérbios, Eclesiastes, Ben Sirah, e escreveu as suas apresentações.
Em 1995 ele retornou a Cabo Verde para a paróquia de Nossa Senhora da Graça. Foi membro do Conselho Nacional de Educação e professor da Escola de Formação da Polícia. Até 2004, foi vigário-geral da diocese de Cabo Verde.
Eleito primeiro bispo do Mindelo em 14 de novembro de 2003, D. Arlindo foi consagrado em 22 de fevereiro de 2004, por D. Paulino do Livramento Évora, bispo de Santiago de Cabo Verde, assistido por D. Albino Mamede Cleto, bispo de Coimbra, e por D. José Câmnate na Bissign, bispo de Bissau. Seu lema episcopal é "Jesus, o Bom Pastor". Transferido para a Sé de Santiago de Cabo Verde em 22 de julho de 2009, tomou posse da Sé em 15 de agosto de 2009.
Em 4 de janeiro de 2015, o Papa Francisco anunciou a sua elevação a cardeal, a ter lugar no Consistório Ordinário Público de 2015. É o primeiro cardeal de Cabo Verde na história.
A 14 de fevereiro de 2015 na Basílica de São Pedro, em Roma teve lugar o rito de imposição do barrete e da entrega do anel e da bula de criação cardinalícos a D. Arlindo Gomes Furtado pelo Papa Francisco, tendo sido investido com o título de São Timóteo.
Atualmente é membro dos seguintes dicastérios da Cúria Romana: Congregação para a Evangelização dos Povos e Congregação para o Culto Divino e a Disciplina dos Sacramentos.